# Инфантилност
Инфантилност је код одрасле особе испољавање неких типично дечјих карактеристика мишљења, емоционалног реаговања или образаца понашања.